# Campionati europei di badminton a squadre 2010
I Campionati europei di badminton a squadre 2010 si sono svolti a Varsavia, in Polonia. È stata la 3ª edizione del torneo, organizzato dalla Badminton Europe.

## Podi
| Evento           | Oro       | Argento | Bronzo   |
| Torneo maschile  | Danimarca | Polonia | Germania |
| Torneo femminile | Danimarca | Russia  | Germania |